# Hemiphileurus brasiliensis
Hemiphileurus brasiliensis är en skalbaggsart som beskrevs av S. Endrödi 1978. Hemiphileurus brasiliensis ingår i släktet Hemiphileurus och familjen Dynastidae. Inga underarter finns listade i Catalogue of Life.